# Clostridium septicum
Il Clostridium septicum è una specie di batterio appartenente alla famiglia delle Clostridiaceae.